# Borgholm (comuna)
Borgholm (em sueco: Borgholms kommun;  pronúncia) ou Borgolmo é uma comuna da Suécia, localizada no norte da ilha da Olândia, e pertencente ao condado de Kalmar. Sua capital é a cidade de Borgholm. Possui 678 quilômetros quadrados e segundo censo de 2018, havia 10 873.